# 鴨部氏
鴨部氏（かべうじ）は、讃岐国の国人衆。日本の氏族の一つ。

## 概要
祖は平安時代末期に源氏と平氏が争った折に活躍した鴨部源次を祖とする。
鴨部氏は代々讃岐国鴨部城（現・香川県さぬき市鴨部）を居城とし、室町時代以降は寒川氏に仕えた。
末裔の神内左衛門は寒川氏恩顧の将として当主元政に仕え、弟の源次は十河一存に仕えた。
1532年（天文元年）、十河一存が池内城を攻めた際、兄弟で敵陣を急襲し、一存を負傷させた。しかし、一存の武勇は彼らの力量を上回り、逆に二人を討ち取った。この合戦の前に一存に仕えていた源次に対して兄弟で争うことはないと道徳的配慮から兄のもとへ送ったとされる。
この後、鴨部氏の動向は知られていない。